# The Civil Surface
The Civil Surface é o terceiro álbum de estúdio da banda Egg, lançado em 1974.

## Faixas
1. "Germ Patrol" – 8:31
2. "Wind Quartet I" – 2:20
3. "Enneagram" – 9:07
4. "Prelude" – 4:17
5. "Wring Out The Ground (Loosely Now)" – 8:11
6. "Nearch" – 3:22
7. "Wind Quartet II" – 4:48

## Músicos
- Dave Stewart - órgão, piano, tone generator
- Mont Campbell - baixo, vocais, piano, sopros
- Clive Brooks – bateria

### Convidados
- Steve Hillage – guitarra em Wring Out The Ground (Loosely Now)
- Lindsay Cooper – contra-baixo, oboé em Germ Patrol e Nearch
- Tim Hodgkinson – clarineta em Germ Patrol e Nearch
- Amanda Parsons – vocais em Wring Out The Ground (Loosely Now)
- Ann Rosenthal – vocais em Wring Out The Ground (Loosely Now)
- Barbara Gaskin – vocais em Wring Out The Ground (Loosely Now)

### Quarteto de sopros
- Mont Campbell
- Maurice Cambridge
- Stephen Solloway
- Chris Palmer